# Nomine Uxoris
Nomine Uxoris (Latijn: in naam van de echtgenote) is een term waarmee in de Vroegmoderne Tijd in de Nederlanden bezittingen van de vrouw op naam van haar man werden geregistreerd.

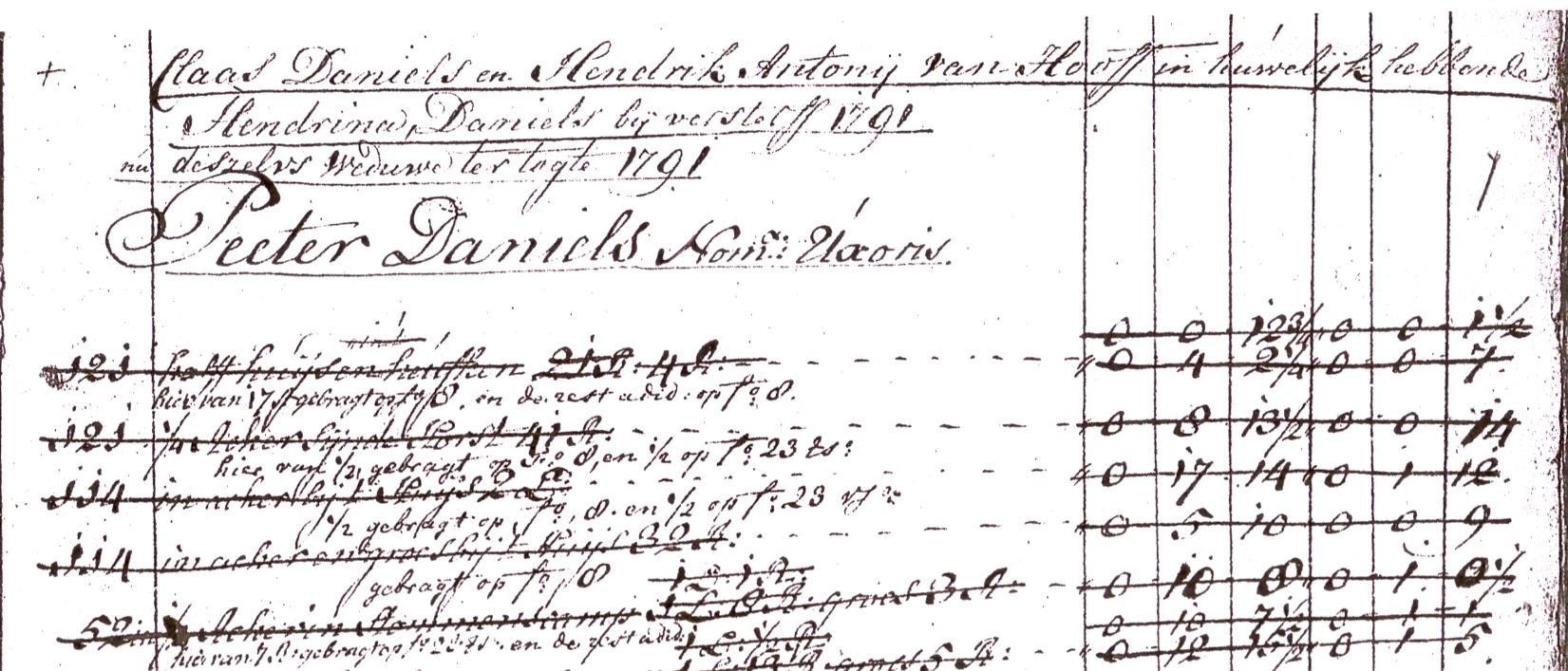
Peeter Daniëls Nomine Uxoris, in de Verpondingskohieren van Lieshout in het jaar 1785. Hij overleed op 4 april 1791. Boven zijn naam is geschreven dat zijn weduwe nú eigenaar ter togte is. Zij overleed 13 april 1791. Daarna is bovenaan genoteerd dat de zoon en schoonzoon eigenaar zijn. Toen dezen de erfenis hadden verdeeld is beschrijving van de onroerende goederen doorgehaald.

In die tijd was een gehuwde vrouw in principe handelingsbekwaam. Meestal echter was zij handelingsonbevoegd, dat wil zeggen in bepaalde concrete situaties onbekwaam rechtshandelingen te stellen. De gehuwde vrouw stond onder de maritale macht van haar echtgenoot die optrad als haar voogd. Daarom was ze handelingsonbevoegd wanneer haar echtgenoot bekwaam was, kon optreden en de beide echtgenoten geen tegengestelde belangen hadden. Was aan een van die voorwaarden niet voldaan dan was de echtgenote wel handelingsbevoegd. Dat was bijvoorbeeld het geval bij krankzinnigheid of langdurige afwezigheid van de man, ingeval de vrouw, met toestemming van haar man, handel dreef en als er een scheiding van tafel en bed was uitgesproken.
Wanneer een gehuwde vrouw onroerende goederen erfde werden die, bijvoorbeeld in de verpondingskohieren, geregistreerd op naam van haar echtgenoot, met de toevoeging Nomine Uxoris. Indien de man als eerste overleed was de echtgenote niet langer een gehuwde vrouw en derhalve wel handelingsbevoegd. Waren er uit het huwelijk geen kinderen geboren dan werd bij de onroerende goederen vermeld dat de vrouw eigenaar was. Als er wel kinderen waren erfden die, daar waar het devolutierecht gold, de bezittingen van hun moeder. Deze hield levenslang het vruchtgebruik, togte of tochte genoemd, en dat werd in de kohieren vermeld. Ingeval de vrouw als eerste overleed ging haar eigendom evenzo naar de kinderen en hield de weduwnaar levenslang het vruchtgebruik. Achter zijn naam werd dan geschreven Nomine Uxoris ter togte.